# فرودگاه اسکای پارک
فرودگاه اسکای پارک (به انگلیسی: Sky Park Airport) یک فرودگاه همگانی بهره‌برداری هوایی است که یک باند فرود آسفالت دارد و طول باند آن ۸۱۲ متر است. این فرودگاه در کشور ایالات متحده آمریکا قرار دارد و در ارتفاع ۹۸ متری از سطح دریا واقع شده‌است.